# Drenovo, Sofia
Drenovo (în bulgară Дреново) este un sat în comuna Kostinbrod, regiunea Sofia,  Bulgaria. 

## Demografie
Componența etnică a satului Drenovo
     Bulgari (92,59%)
     Nicio identificare (7,4%)
     Altele (0%)
La recensământul din 2011, populația satului Drenovo era de 27 locuitori. Din punct de vedere etnic, majoritatea locuitorilor (92,59%) erau bulgari. Pentru 7,4% din locuitori nu este cunoscută apartenența etnică.